# Диван Пушкина

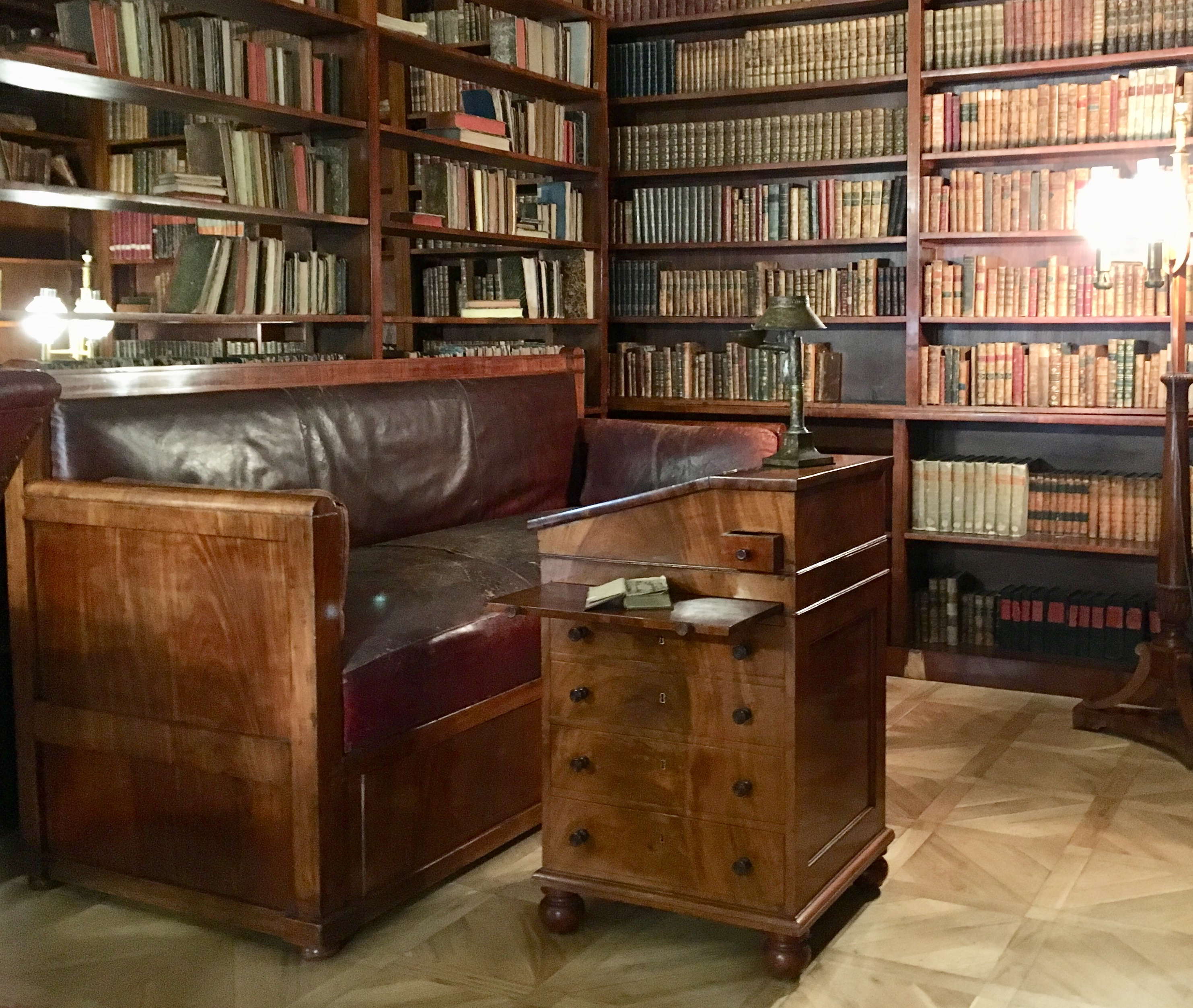
Пушкинский диван в экспозиции Музея-квартиры поэта на Мойке, 12

Диван-шлафбанк Пушкина — диван из собрания Эрмитажа; находится в Мемориальном музее-квартире А. С. Пушкина в Санкт-Петербурге. При жизни Пушкина диван находился в его кабинете; на него уложили смертельно раненного поэта после его дуэли с д’Антесом; на нём Пушкин провёл свои последние дни. Подлинность дивана и его принадлежность были доказаны исследованиями, проведёнными в 2008—2009 годах, показавшими идентичность обнаруженных на обивке дивана частиц крови с частицами крови на жилете Пушкина, в котором тот был на дуэли.

## История происхождения и описание дивана

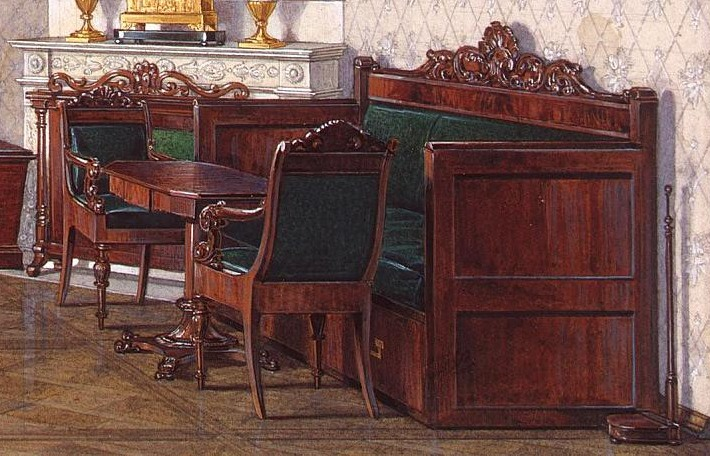
Диван из Учебной комнаты Зимнего дворца на акварели Э. П. Гау, 1870 год.

Мемориальный диван Пушкина был изготовлен из красного дерева и обит сафьяном. Внизу дивана расположены выдвижные ящики, обычно используемые для постельного белья. Подобный тип диванов относился к известным с конца XVIII века в России «шлафбанкам» (в дословном переводе с немецкого — «скамья для сна»), которые были особо популярны в преподавательской и научной среде в качестве кабинетной мебели, что позволяло их владельцам, проводящим много времени за работой, отдохнуть на рабочем месте. Образец качественной и изысканной по стилю работы, диван-шлафбанк Пушкина относится к лучшим образцам мебельного «николаевского» ампира. Вероятно покупка дивана состоялась в 1831—1837 годах, когда Пушкины поселились в Санкт-Петербурге или осенью 1836 года, когда они обустраивались в квартире на Мойке, 12. Точная дата приобретения дивана, как и его происхождение, не известны. В Петербурге тех лет работали несколько известных фирм мебельных мастеров: Генриха Гамбса и его сыновей, Андрея Тура, Василия Бабкова, Андрея Тарасова, Ивана Баумана, Вильгельма Штрома, Конрада Гута, Адольфа Эмзена, Адама Шица, Александра Кауша. Похожий диван-шлафбанк был изготовлен в тот же период для цесаревича Александра Николаевича. Над мебельным комплектом для его Учебной комнаты в Зимнем дворце работали Шиц, Гут и Кауш.

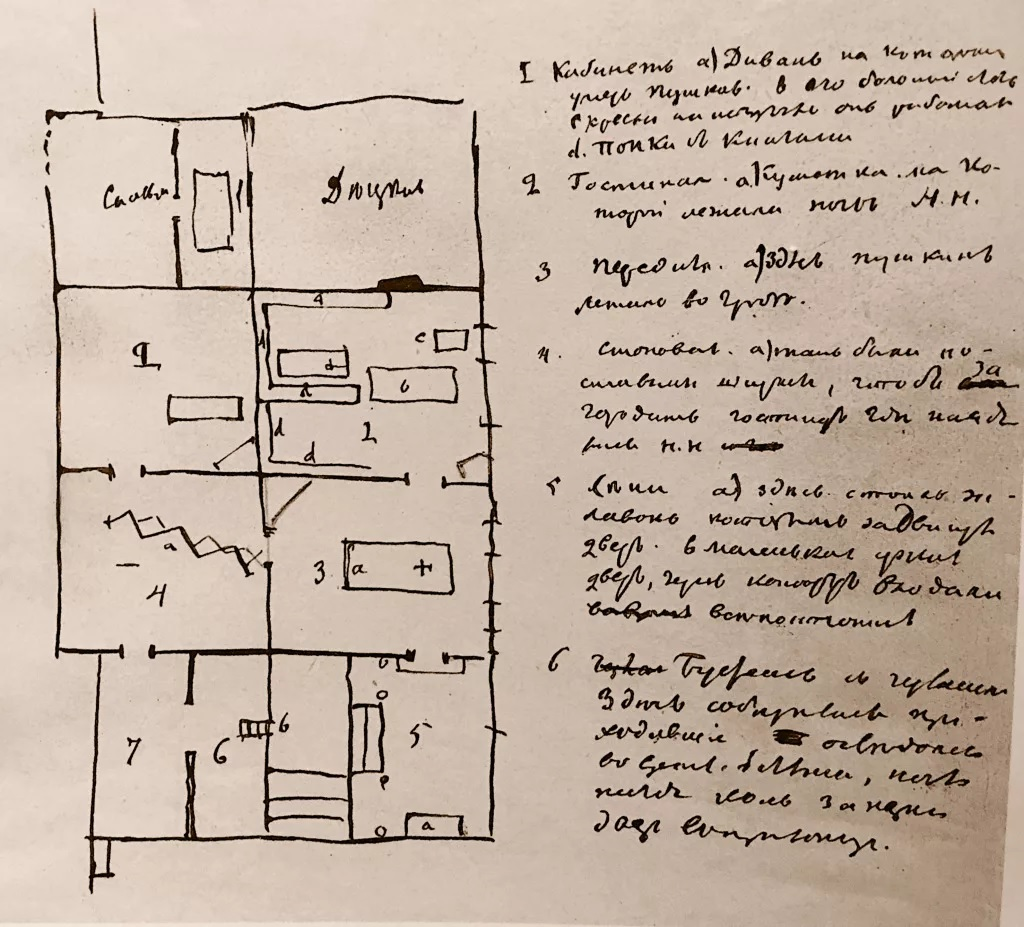
План квартиры А. С. Пушкина на Мойке, 12, зарисованный В. А. Жуковским, и пояснения к плану: «1. Кабинет: а) диван, на котором умер Пушкин; b) его большой стол; с) кресло, на котором он работал; d) полки с книгами. <…>». 1837

Пушкин воспользовался приобретённым диваном для меблировки своего рабочего кабинета. Диван был изображён на плане кабинета Пушкина, выполненном Василием Андреевичем Жуковским после смерти поэта. Именно на этот диван уложили после дуэли смертельно раненного Пушкина 27 января (8 февраля) 1837 года. Через два дня Пушкин скончался. После его смерти вдова поэта, Наталья Николаевна, раздала многие вещи покойного мужа его друзьям. Жуковскому достался сюртук, в котором Пушкин был на дуэли, князю П. А. Вяземскому — жилет. Павлу Воиновичу Нащокину, близкому другу Александра Сергеевича в последние годы жизни, вдова передала серебряные часы, архалук и бумажник, ему же предложила забрать диван, на котором умер Пушкин, со следами его крови. Но, как писала позднее супруга Нащокина Вера Александровна, ему «так тяжела была утрата друга, так больно было видеть вещественные знаки его преждевременной насильственной смерти, что он отказался».
После дуэли, по воле покойного супруга, Наталья Николаевна уехала из Санкт-Петербурга. Вещи из квартиры Пушкиных поступили на хранение на склады Гостиного двора. В 1841 году имение Пушкиных в Михайловском, а также вещи из городской квартиры поступили в распоряжение Опеки над детьми и имуществом покойного Пушкина. Опека, в свою очередь, решила сдать большую часть мебели вдове покойного, «избавив тем опекунство сие от излишних расходов…» В мае 1841 года Наталья Николаевна перевезла большую часть мебели из петербургской квартиры в Михайловское. По мнению заведующей музеем-квартирой Пушкина в Петербурге Галины Михайловны Седовой, вдова вряд ли использовала диван в Михайловском по прямому назначению, но хранила его, как вещь, связанную с памятью супруга.
Диван находился в Михайловском до 1890-х годов, до продажи усадьбы Российской Академии наук. После того, как решение о продаже было принято, сын поэта Григорий Александрович Пушкин, проживавший в Михайловском и готовившийся к переезду в имение супруги, решил расстаться с частью из вещей, связанных с именем отца. Так, библиотека Пушкина была передана в дар Румянцевскому музею, столик красного дерева — в музей Александровского Лицея. В это же время диван из кабинета поэта был подарен семье Дмитрия Алексеевича Философова и его супруги Марии Алексеевны, приходившейся родной сестрой супруге Григория Пушкина, Варваре Алексеевне. Философовы владели усадьбой в селе Усадищи, по соседству с Михайловским. Диван находился у них  в доме до 1918 года, пока под угрозой прихода немецких войск сын Философовых, Марк Дмитриевич не перевёз предметы обстановки в свою петроградскую квартиру. В 1920-х годах Марк Философов работал в Эрмитаже и тогда же перевёз пушкинский диван в свой рабочий кабинет в музее. Впервые в описи музея диван зафиксирован в 1923 году без указания его происхождения. Очевидно, что М. Д. Философов делился со своими коллегами историей происхождения дивана. В 1935 году Философов был выслан в Самару, позднее репрессирован. В эти дни в стране шла подготовка к Пушкинскому юбилею, и в музее-квартире проводились реставрационные работы по восстановлению в ней облика пушкинских времён. Директор Эрмитажа академик Орбели, вероятно слышавший от Философова историю семейной реликвии, передал диван-шлафбанк из Эрмитажа в Музей-квартиру Пушкина на Мойке, 12 для реконструкции пушкинского кабинета. В то время кроме устной легенды, к тому же исходившей от репрессированного учёного, подтверждения происхождения дивана не было. В акте передачи он значился просто «диваном красного дерева с сафьяном 30-х годов XIX века». С 1937 года по настоящее время диван-шлафбанк остаётся в экспозиции музея — последней квартире Пушкина.

## Подтверждение подлинности реликвии
В 2008 году по инициативе заведующей Мемориальным музеем-квартирой Пушкина Галины Седовой в музее решили прибегнуть к современным методам судебно-биологической экспертизы, чтобы убедиться в подлинности дивана. На первом этапе следовало найти следы крови поэта на сафьяновой обивке дивана. По рисунку Жуковского работники музея и эксперты Бюро судебно-медицинской экспертизы Ленинградской области под руководством профессора Юрия Александровича Молина определили возможное положение раненого Пушкина, уложенного на диван, и по описанию его ранения определили возможные участки обивки, на которых могли остаться микрочастицы крови. В ходе исследования двадцати семи взятых образцов-смывов, в одном из них были обнаружены частицы крови. Положение участка обивки с обнаруженными частицами крови подверглось обратной проверке с помощью ростового манекена, которая подтвердила, что указанный участок обивки соответствует характеру ранения и вероятного кровотечения Пушкина. На втором этапе исследований эксперты провели сопоставление обнаруженных частиц крови с образцами, чьё происхождение было достоверно известно — с частицами крови на жилете, который был на Пушкине в день поединка и который вдова поэта передала затем князю П. А. Вяземскому. Также было проведено сопоставление обнаруженных частиц крови с волосами из локона, срезанного с головы покойного Пушкина по просьбе И. С. Тургенева 30 января 1837 года. В  результате было установлено совпадение группы крови — Аβ (II), что позволило комиссии экспертов единогласно прийти к выводу о возможной принадлежности крови одному человеку, а именно — Александру Сергеевичу Пушкину. Свои выводы учёные криминалисты и пушкиноведы широко объявили в очередную годовщину гибели Пушкина 10 февраля 2010 года.